# Camden Riviere

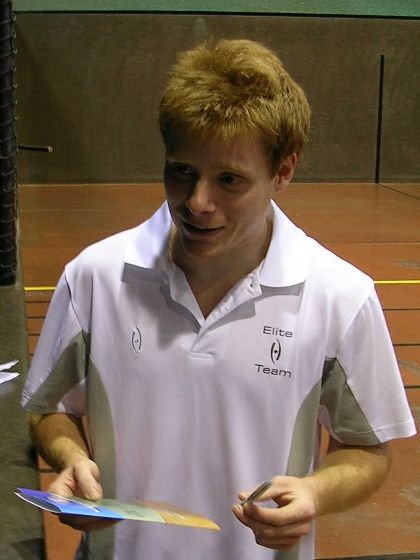
Camden Riviere in 2008.

Camden Riviere (Aiken (Carolina do Sul), 1987) é um tenista-real estadunidense atual numero 1 do esporte.

## Títulos de simples
- Campeonato Mundial: 2008, 2014
- Australian Open: 2015
- British Open: 2014
- French Open: 2012, 2013, 2014
- U.S. National Open: 2010, 2012, 2013, 2014
- U.S. Open: 2009, 2013, 2014, 2015
- IRTPA Championships (antigo UK Professional): 2012, 2013, 2014
- U.S. Professional / Schochet Cup: 2010, 2011, 2012, 2013, 2014, 2015
- European Open: 2008, 2009, 2012, 2013
- Victorian Open: 2013

### Duplas
- Campeonato Mundial: 2015 (com Tim Chisholm)